# 1860 a vasúti közlekedésben
Ez a szócikk a 1860-ban történt vasúti eseményeket mutatja be.

## Események Magyarországon
- július 1. – Megnyílt a Székesfehérvár és Újszőny (ma Komárom) közötti vasútvonal. (Jelenleg a MÁV 5-ös számú, Székesfehérvár–Komárom-vasútvonala.)
- augusztus 14. – Megnyílt a Miskolc–Kassa vasútvonal. (A jelenleg Magyarországhoz tartozó szakasz a MÁV 90-es számú, Miskolc–Hidasnémeti-vasútvonala.)